# Felipe de Alençon
Felipe de Valois (?, 1338 – Roma, 1397). Noble y religioso francés. Perteneciente a la Dinastía Valois, era el segundo hijo del conde Carlos II de Alençon (nieto de Felipe III el Atrevido, segundo hijo del conde Carlos de Valois y hermano menor de Felipe VI) y de la infanta castellana María de La Cerda (bisnieta de Alfonso X de Castilla y de León). Era el hermano menor de Carlos III de Alençon y mayor de Pedro II de Alençon.
Fue obispo de Beauvais en 1356, luego cardenal, arzobispo de Ruan, patriarca latino de Jerusalén, patriarca de Aquileia, y obispo de Ostia y Sabina.
Firme partidario de Urbano VI contra el antipapa Clemente VII de Aviñón, fue por él, privado de los beneficios y tuvo que trasladarse a Roma. Urbano VI lo elevó a la dignidad de Cardenal en el consistorio del 18 de septiembre de 1378.
Su nombramiento como Patriarca de Aquilea (1381) causó una grave discordia con el Friul, por lo que el pontífice se vio obligado a ceder en (1388). Fue reintegrado por Bonifacio IX y nombrado obispo de Ostia: fue nuncio en Alemania del nuevo pontífice.
Murió en la fama de santidad y fue sepultado en la basílica de Santa Maria en Trastevere.